# Muota
Muota är ett vattendrag i Schweiz. Det ligger i den centrala delen av landet, 90 km öster om huvudstaden Bern.
I omgivningarna runt Muota växer i huvudsak blandskog. Runt Muota är det ganska tätbefolkat, med 56 invånare per kvadratkilometer.